# Àcid nonacosanoic
L'àcid nonacosanoic (anomenat també, de forma no sistemàtica, àcid nonacosílic) és un àcid carboxílic de cadena lineal amb vint-i-nou àtoms de carboni, la qual fórmula molecular és {\displaystyle {\ce {C29H58O2}}}. En bioquímica és considerat un àcid gras, i se simbolitza per C29:0.
L'àcid nonacosanoic a temperatura ambient és un sòlid que fon a 90,3–90,5 °C. Es troba present en la cera montana obtinguda a partir del carbó marró o lignit. És un àcid gras habitual en els humans que es troba en molts teixits com a constituents de les ceramides (el component principal de l'estrat corni), en els lípids de la matèria blanca del cervell normal i en les glàndules sebàcies.